# Pico del Norte
Il Pico del Norte  è una montagna della Bolivia alta  6 070 metri sul livello del mare, nella parte occidentale del paese, ed è la vetta più settentrionale del massiccio dell'Illampu.  Si trova nelle Ande boliviane, nel comune di Sorata, a est del lago Titicaca e a nord della sede del governo, la città di La Paz, a nord della vetta dell'Illampu ed è la dodicesima montagna più alta della Bolivia e l'ottava vetta più alta della Cordillera Real .

## Geologia
La Cordillera Real è formata da rocce plutoniche paleozoiche , che furono intruse da ulteriori plutoniti durante i periodi Mesozoico e Terziario. Queste furono esposte dall'erosione nel Terziario e nel Quaternario e ora formano le cime dell'Illampu e Illimani. Il Pico del Norte è coperto di neve tutto l'anno, con il livello della neve che si aggira intorno ai 5 200  metri sul livello del mare.

## Alpinismo
La cima Nord fu scalata per la prima volta il 20 maggio 1928 dagli scalatori tedeschi Hans Pfann, Alfred Horeschowsky, Hugo Hörtnagl, Friedrich Ahlfeld e dall'austriaco Erwin Hein. La cima Nord può essere raggiunta attraverso cinque percorsi diversi:  
- Via del contrafforte di Bettambourg (1 080  m di dislivello. Pendenza 60°-70°. Prima salita nel 1982 da parte di G. Bettambourg, A. Mesili, B. Chaud)
- Via dei Burroni (dislivello 980 m. Pendenza 65°-75°. Prima salita nel 1972 da parte di Ricardo Arias, Juan Barthelemy, Alain Mesili, Pierre Grange, Ronald Khern)
- Pico del Norte - Via Normale (800 m di dislivello. Pendenza 50°-60°. Prima salita nel 1974 da parte di Alain Mesili)
- Aguas Calientes (680 m di dislivello. Pendenza 60°-80°. Prima salita nel 1975 da parte di Alain Mesili, Jean Wolf, Sebastian Hoskhy)
- Laramcota West (1 100 m di dislivello. Pendenza 60°-70°. Prima salita nel 1984 da parte di Roger Ganoy e Alain Mesili)

In alcune salite si trovano corridoi continui di lastre di ghiaccio e roccia.